# Mistrovství České republiky v lyžařském orientačním běhu 2020
Mistrovství České republiky v lyžařském orientačním běhu 2020 proběhlo ve třech individuálních a jedné týmové disciplíně.

## Mistrovství ČR štafet
Závod proběhl v sobotu dopoledne poblíž lyžařského střediska Paseky nad Jizerou za krásného slunečného počasí a teplotách okolo 0 °C. V lese a na loukách leželo 10–20 cm sněhu. Tratě využily okolní louky s najetými skútrovými stopami a lesní rolbované tratě pro turisty pod Bílou skálou v nadmořské výšce 850-950 m n. m.
| Datum závodu   | 8. 2. 2020 |  | Místo konání    | Kořenov – Rejdice • aréna |  | Pořadatel       | SK Studenec |
| Ředitel závodu | Petr Junek |  | Hlavní rozhodčí | Martin Vik                |  | Stavitel tratí  | Petr Junek  |
| Název mapy     | Závršek    |  | Web závodu      | www                       |  | Výsledky závodu | ORIS        |

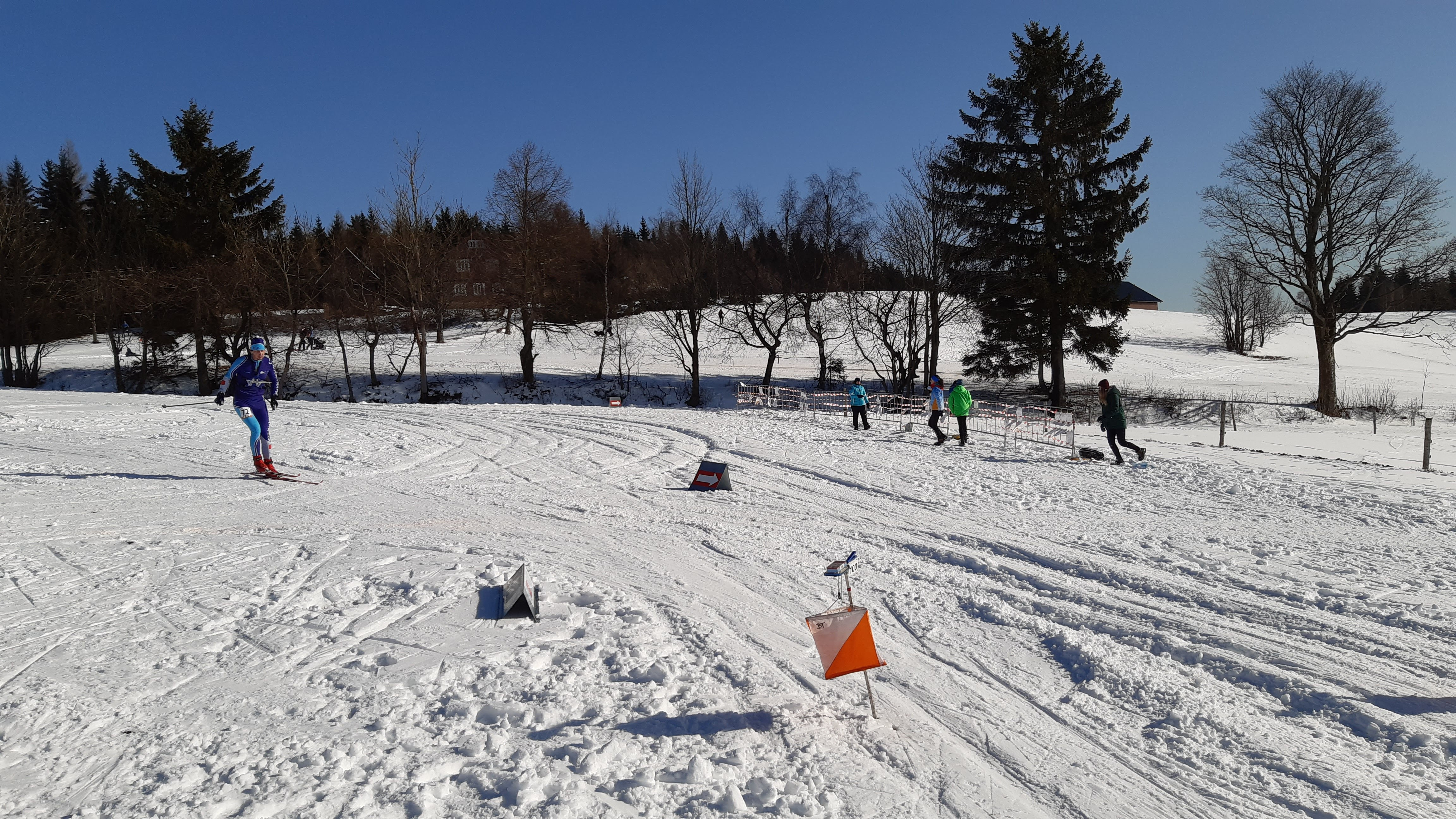
Poslední kontrola štafetového závodu
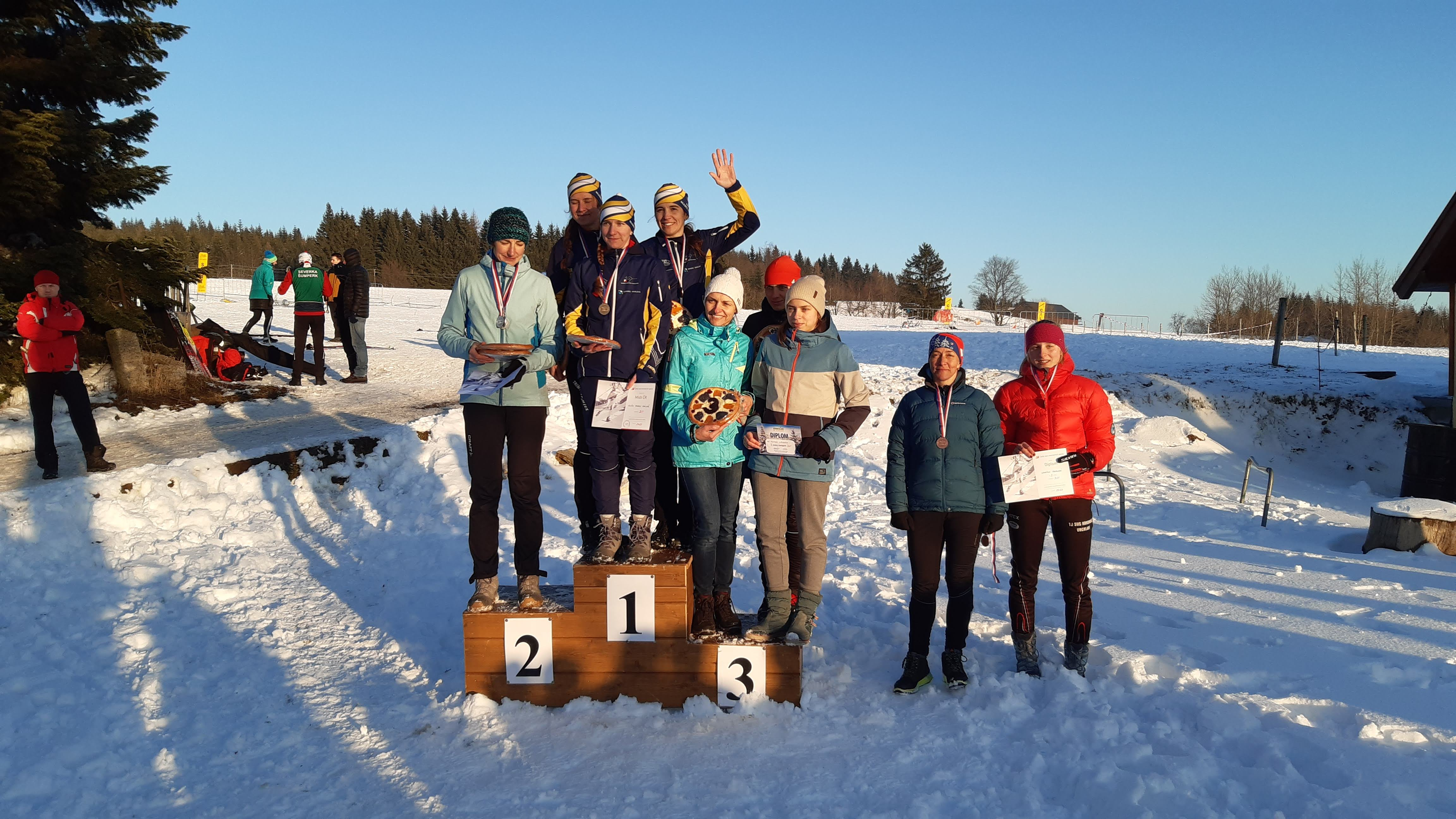
Stupně vítězů hlavní kategorie žen D21
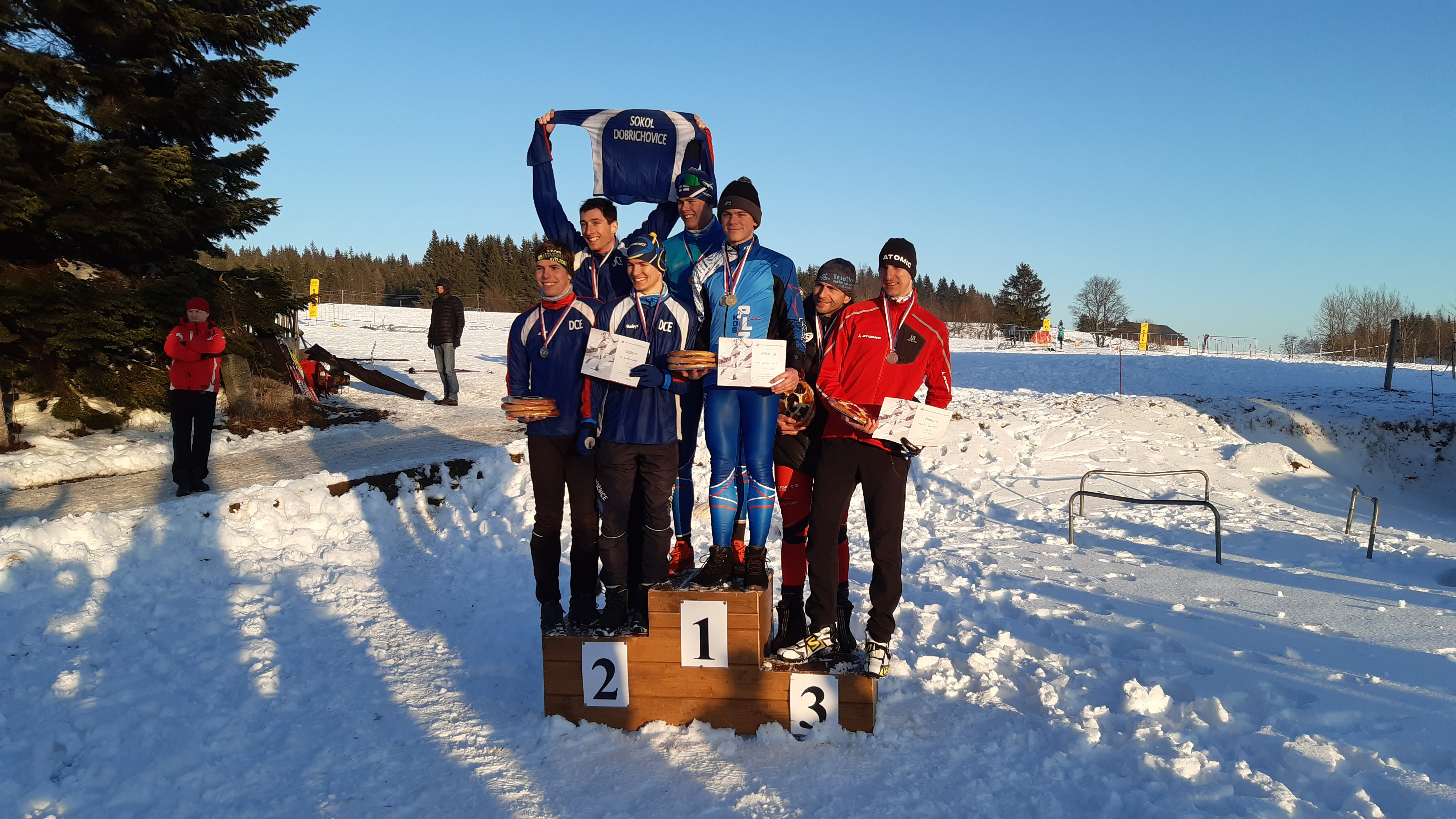
Stupně vítězů hlavní kategorie mužů H21

| Zlatá medaile    | KOS Slavia Plzeň Jiří Bouchal Lukáš Richtr Jan Hašek                             | 1:46:23          |                  | Zlatá medaile    | OK Slavia Hradec Králové Johanka Šimková Zuzana Jedličková Lenka Mechlová      | 1:59:22          |                  |
| Stříbrná medaile | KOB Dobřichovice Tomáš Rusý Lukáš Kettner Ondřej Hlaváč                          | 1:51:16          | +4:53            | Stříbrná medaile | Oddíl OB Kotlářka Barbora Baldrianová Lucie Janatová Kristýna Kolínová         | 2:08:59          | +9:37            |
| Bronzová medaile | Slavia Liberec orienteering Michal Horáček Jakub Vodrážka Jakub Škoda            | 1:52:17          | +5:54            | Bronzová medaile | OOS TJ Spartak Vrchlabí Helena Randáková Gabriela Wohanková Gabriela Matoušová | 2:30:55          | +31:33           |
| 4                | Sportovní klub ve Vrbně pod Pradědem Richard Klech Ondřej Vystavěl Vojtěch Matuš | 2:06:02          | +19:39           | 4                | SOK TJ Turnov Kateřina Folprechtová Lenka Šritrová Jitka Veselá                | 2:36:30          | +37:08           |
| 5                | OK Jihlava Jaroslav Vítek Barbora Chudíková Jan Lauerman                         | 2:06:19          | +19:56           |                  |                                                                                |                  |                  |
| Pořadí           | H18 – dorostenci                                                                 | H18 – dorostenci | H18 – dorostenci | Pořadí           | D18 – dorostenky                                                               | D18 – dorostenky | D18 – dorostenky |
| Zlatá medaile    | USK Praha Jiří Blaha Dominik Průša Matyáš Zakouřil                               | 1:41:12          |                  | Zlatá medaile    | KOS Slavia Plzeň Kateřina Černá Kamila Richtrová Annie Novotná                 | 2:03:48          |                  |
| Stříbrná medaile | USK Praha Michal Blaha Tomáš Baldrian Michal Bolehovský                          | 2:10:23          | +29:11           | Stříbrná medaile | USK Praha Markéta Kodejšová Jolana Štraitová Hana Malečková                    | 2:14:22          | +10:34           |
| Bronzová medaile | OK Jihlava Michaela Srbová Vladimír Srb Matěj Vítek                              | 2:13:48          | +32:36           | Bronzová medaile | OK Lokomotiva Pardubice Kateřina Koberová Barbora Pušová Zuzana Stoklasová     | 2:14:27          | +10:39           |

Souhrnné informace naleznete v článku Mistrovství České republiky v lyžařském orientačním běhu štafet.

## Mistrovství ČR ve sprintu
V sobotu odpoledne navázalo na dopolední závod mistrovství ve sprintu. Krásné slunečného počasí, teploty mírně nad 0 °C. Tratě využily především okolní louky s najetými skútrovými stopami v nadmořské výšce 850-950 m n. m.
| Datum závodu   | 8. 2. 2020 |  | Místo konání    | Kořenov – Rejdice • aréna |  | Pořadatel       | SK Studenec |
| Ředitel závodu | Petr Junek |  | Hlavní rozhodčí | Martin Vik                |  | Stavitel tratí  | Petr Junek  |
| Název mapy     | Vystrkov   |  | Web závodu      | www                       |  | Výsledky závodu | ORIS        |

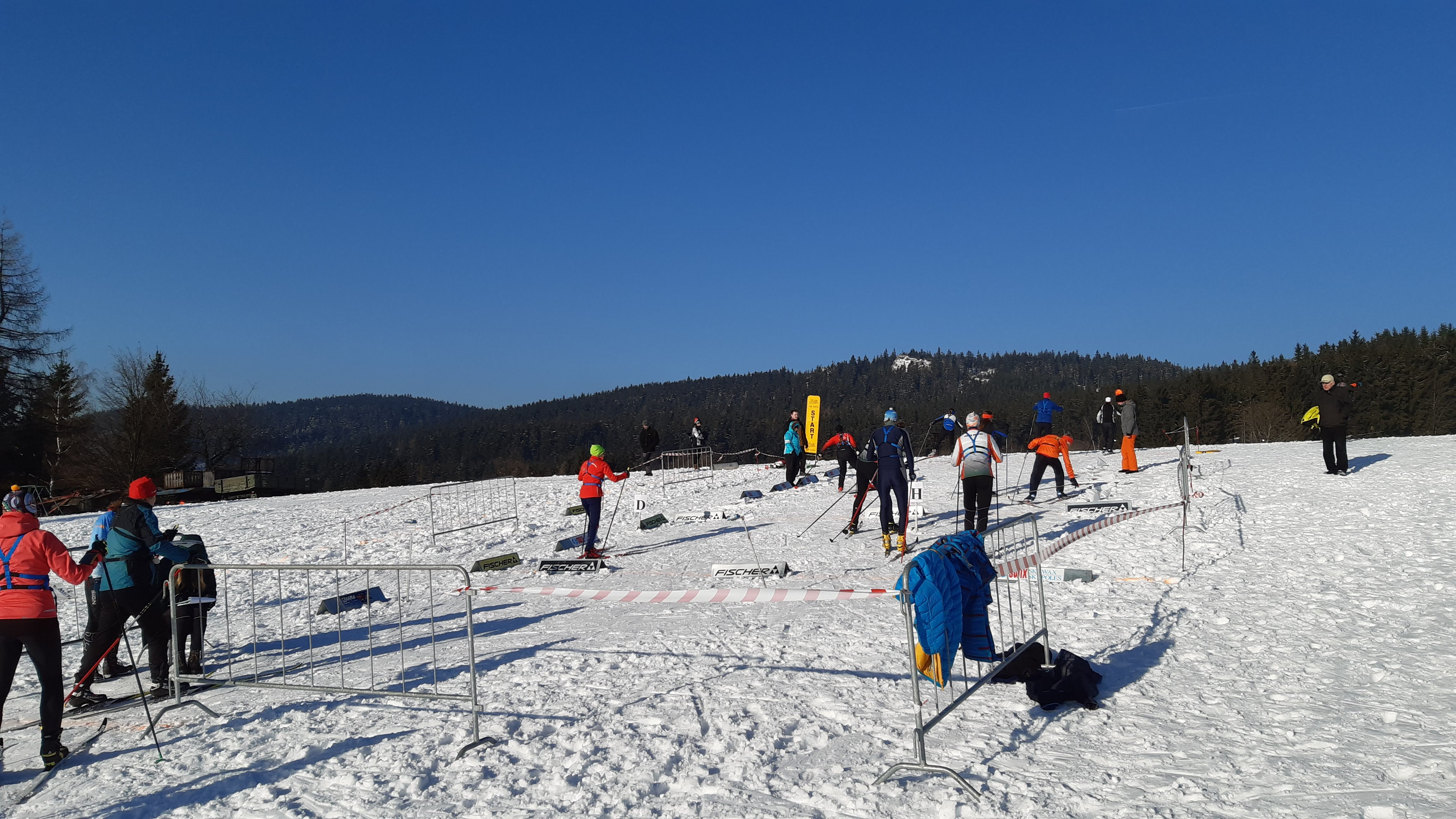
Prostor startu
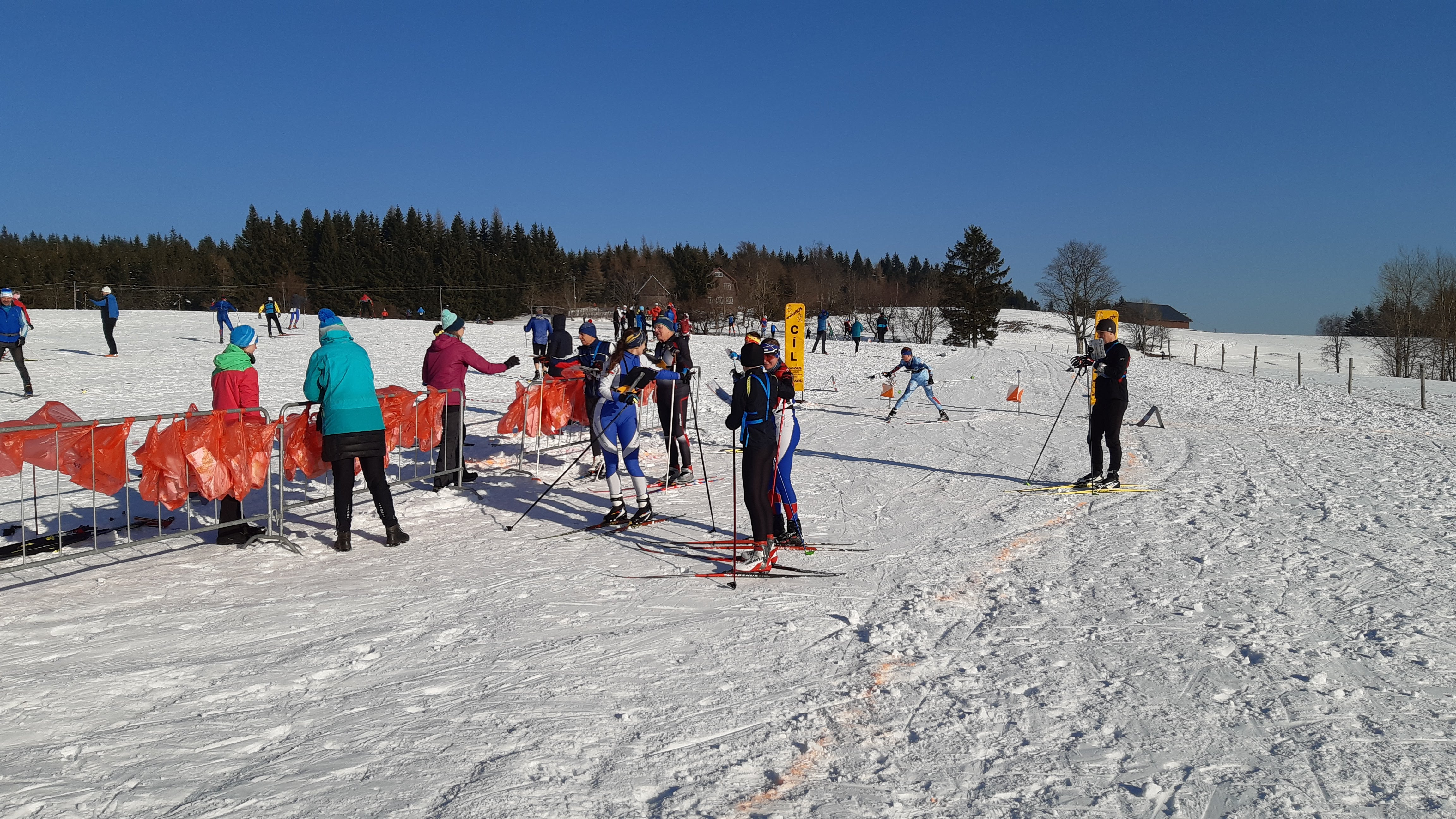
Prostor cíle
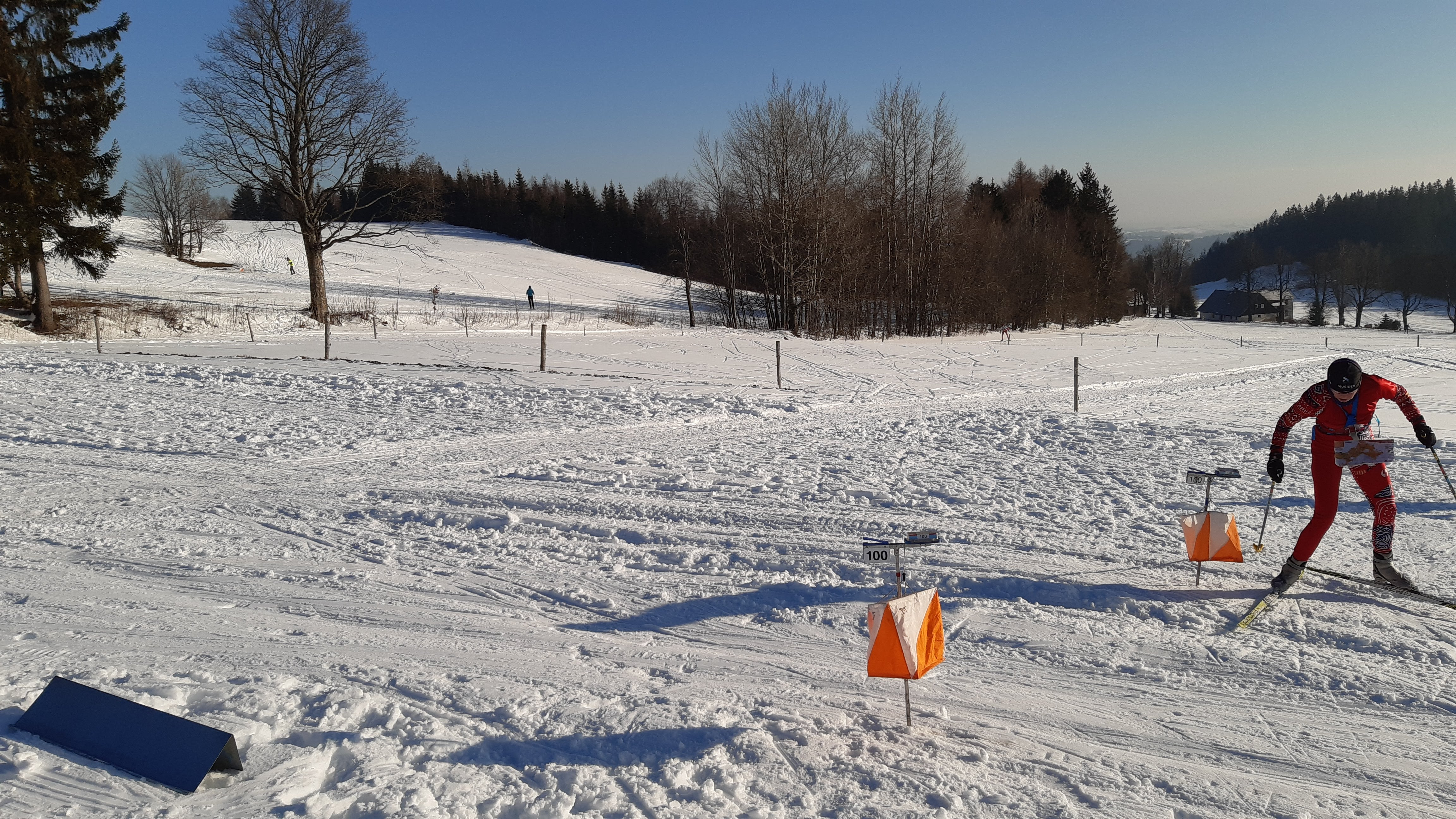
Poslední kontrola závodu

| Zkrácené výsledky | Zkrácené výsledky | Zkrácené výsledky                    | Zkrácené výsledky | Zkrácené výsledky | Zkrácené výsledky | Zkrácené výsledky   | Zkrácené výsledky           | Zkrácené výsledky | Zkrácené výsledky |
| Pořadí            | H21 – muži        | H21 – muži                           | H21 – muži        | H21 – muži        | Pořadí            | D21 – ženy          | D21 – ženy                  | D21 – ženy        | D21 – ženy        |
| ----------------- | ----------------- | ------------------------------------ | ----------------- | ----------------- | ----------------- | ------------------- | --------------------------- | ----------------- | ----------------- |
| Zlatá medaile     | Jakub Škoda       | Slavia Liberec orienteering          | 17:56             |                   | Zlatá medaile     | Kateřina Neumannová | VSS Přírodověda Praha       | 19:04             |                   |
| Stříbrná medaile  | Petr Horvát       | SK Severka Šumperk                   | 18:09             | +0:13             | Stříbrná medaile  | Lenka Mechlová      | OK Slavia Hradec Králové    | 19:42             | +0:38             |
| Bronzová medaile  | Vojtěch Matuš     | Sportovní klub ve Vrbně pod Pradědem | 18:59             | +1:03             | Bronzová medaile  | Petra Hančová       | OK Lokomotiva Pardubice     | 20:09             | +1:05             |
| 4                 | Ondřej Hlaváč     | KOS TJ Tesla Brno                    | 19:10             | +1:14             | 4                 | Johanka Šimková     | OK Slavia Hradec Králové    | 20:18             | +1:14             |
| 5                 | Radek Laciga      | TJ Slovan Zdravotník Praha           | 19:43             | +1:47             | 5                 | Helena Randáková    | OOS TJ Spartak Vrchlabí     | 20:40             | +1:36             |
| 6                 | Miroslav Rygl     | KOS TJ Tesla Brno                    | 20:49             | +2:53             | 6                 | Markéta Firešová    | SK Žabovřesky Brno          | 21:29             | +2:25             |
| 7                 | Jan Lauerman      | OK Jihlava                           | 20:50             | +2:54             | 7                 | Kristýna Kolínová   | Oddíl OB Kotlářka           | 21:38             | +2:34             |
| 8                 | Jan Mrázek        | Sportcentrum Jičín                   | 20:57             | +3:01             | 8                 | Barbora Chudíková   | OK Jihlava                  | 22:49             | +3:45             |
| 9                 | Jan Grundmann     | OK Lokomotiva Pardubice              | 20:59             | +3:03             | 9                 | Zuzana Jedličková   | OK Slavia Hradec Králové    | 22:51             | +3:47             |
| 10                | Milan Venhoda     | OK Jihlava                           | 21:21             | +3:25             | 10                | Karolína Teplá      | OK Slavia Hradec Králové    | 24:22             | +5:18             |
| Pořadí            | H20 – junioři     | H20 – junioři                        | H20 – junioři     | H20 – junioři     | Pořadí            | D20 – juniorky      | D20 – juniorky              | D20 – juniorky    | D20 – juniorky    |
| Zlatá medaile     | Josef Nagy        | OOB TJ Tatran Jablonec n. N.         | 15:10             |                   | Zlatá medaile     | Anežka Hlaváčová    | KOS TJ Tesla Brno           | 17:21             |                   |
| Stříbrná medaile  | Jan Hašek         | KOS Slavia Plzeň                     | 15:40             | +0:30             | Stříbrná medaile  | Kateřina Černá      | KOS Slavia Plzeň            | 18:17             | +0:56             |
| Bronzová medaile  | Lukáš Richtr      | KOS Slavia Plzeň                     | 16:44             | +1:34             | Bronzová medaile  | Tereza Chrástová    | SK Studenec                 | 20:13             | +2:52             |
| Pořadí            | H17 – dorostenci  | H17 – dorostenci                     | H17 – dorostenci  | H17 – dorostenci  | Pořadí            | D17 – dorostenky    | D17 – dorostenky            | D17 – dorostenky  | D17 – dorostenky  |
| Zlatá medaile     | Radek Peňáz       | Sportovní klub ve Vrbně pod Pradědem | 15:26             |                   | Zlatá medaile     | Tereza Pecková      | Slavia Liberec orienteering | 19:59             |                   |
| Stříbrná medaile  | Matyáš Štregl     | OOS TJ Spartak Vrchlabí              | 15:31             | +0:05             | Stříbrná medaile  | Markéta Kodejšová   | USK Praha                   | 21:13             | +1:14             |
| Bronzová medaile  | Vojtěch Peňáz     | Sportovní klub ve Vrbně pod Pradědem | 16:20             | +0:54             | Bronzová medaile  | Adéla Randáková     | OOS TJ Spartak Vrchlabí     | 21:26             | +1:27             |

Souhrnné informace naleznete v článku Mistrovství České republiky v lyžařském orientačním běhu ve sprintu.

## Mistrovství ČR na klasické trati
Závod proběhl v neděli dopoledne poblíž lyžařského střediska Paseky nad Jizerou a stejně jako v sobotu bylo krásné slunečné počasí, teploty okolo 0 °C a 10–20 cm sněhu. Závodilo se prostoru poměrně husté sítě rolbovaných turistických lyžařských tras v lesích v okolí Bílé skály v nadmořské výšce 850-950 m n. m.
| Datum závodu   | 9. 2. 2020 |  | Místo konání    | Kořenov – Rejdice • aréna |  | Pořadatel       | SK Studenec |
| Ředitel závodu | Petr Junek |  | Hlavní rozhodčí | Martin Vik                |  | Stavitel tratí  | Petr Junek  |
| Název mapy     | Bílá skála |  | Web závodu      | www                       |  | Výsledky závodu | ORIS        |

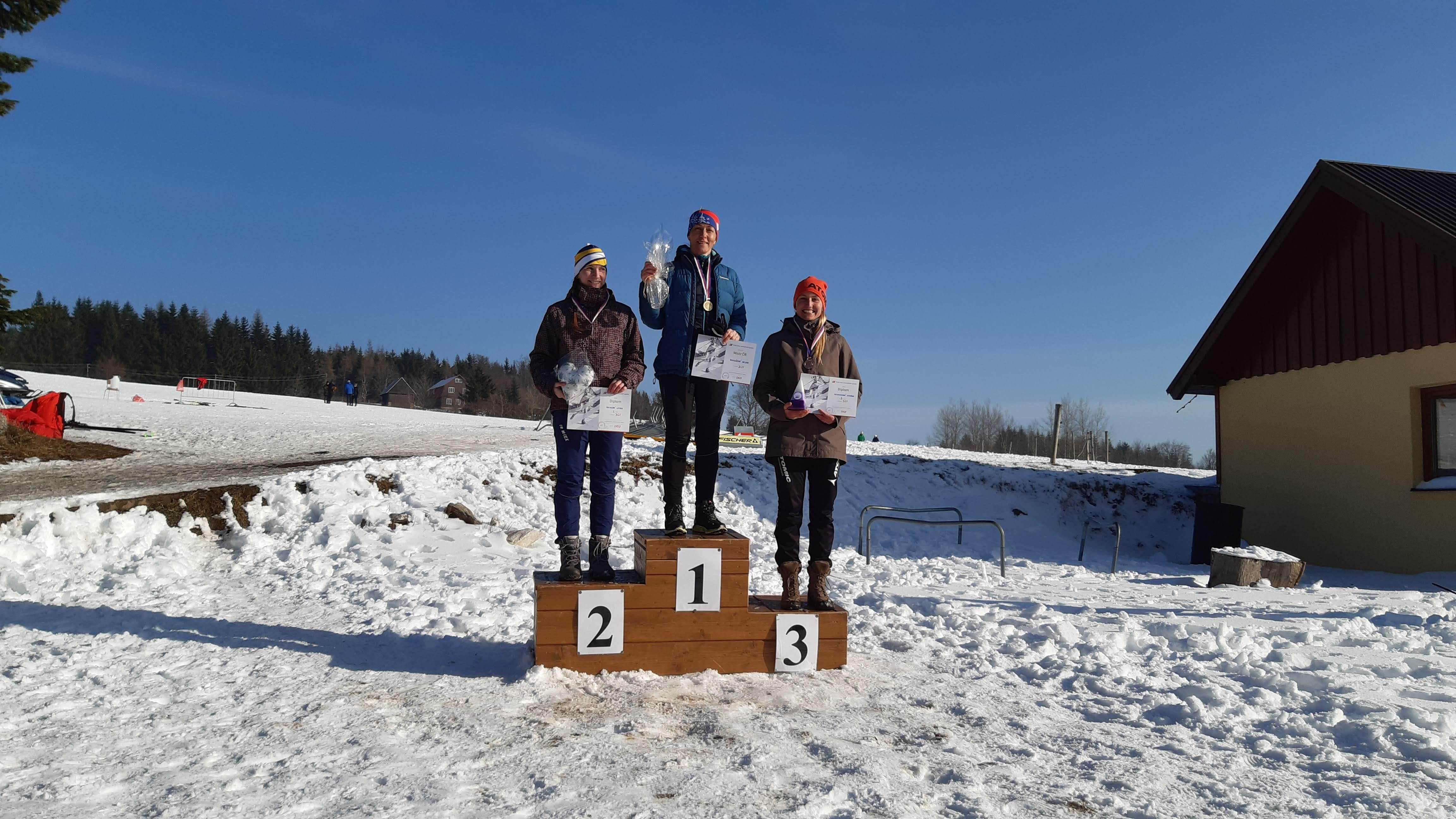
Stupně vítězů hlavní kategorie žen D21
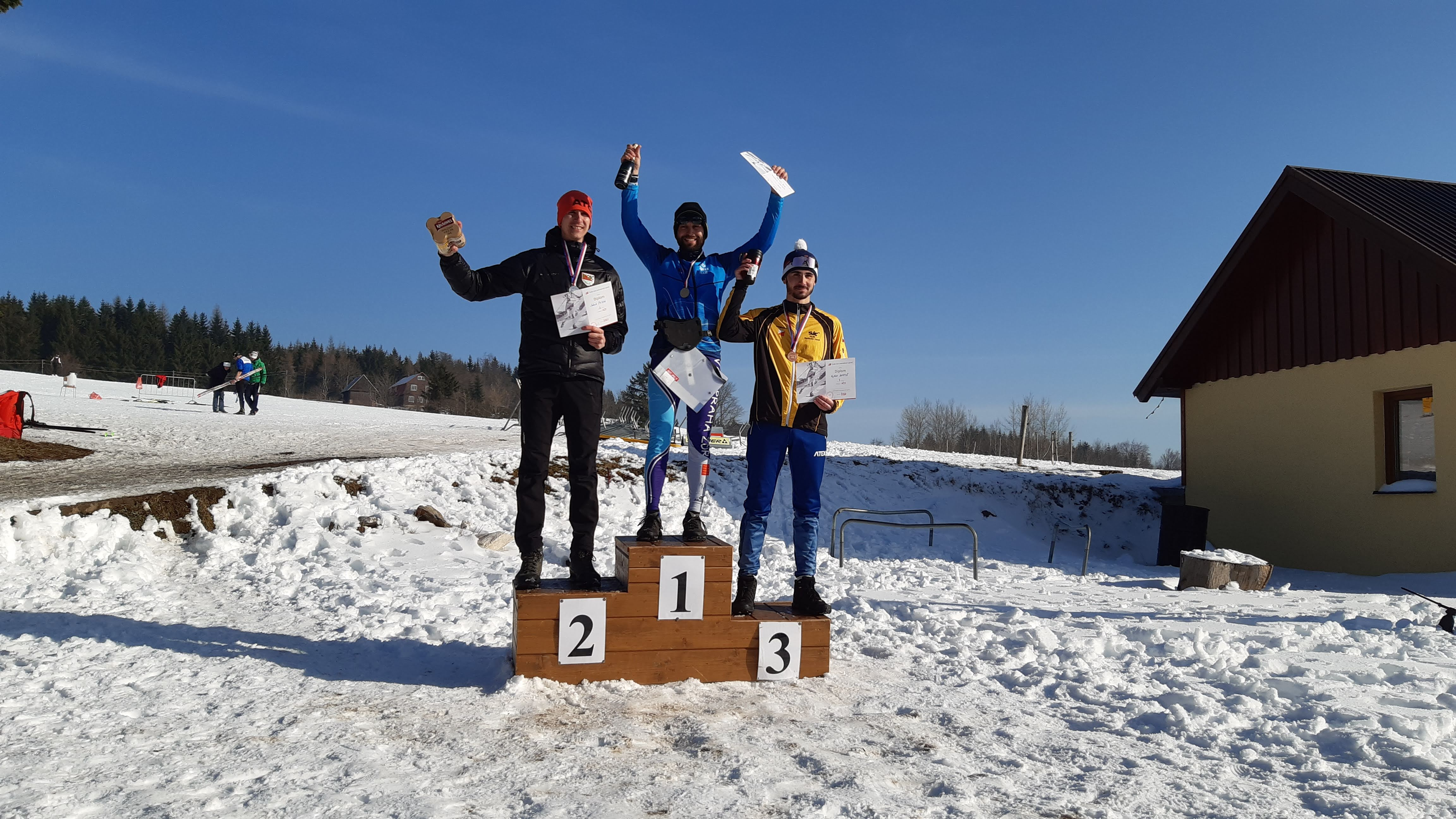
Stupně vítězů hlavní kategorie mužů H21

| Zkrácené výsledky | Zkrácené výsledky | Zkrácené výsledky                    | Zkrácené výsledky | Zkrácené výsledky | Zkrácené výsledky | Zkrácené výsledky   | Zkrácené výsledky         | Zkrácené výsledky | Zkrácené výsledky |
| Pořadí            | H21 – muži        | H21 – muži                           | H21 – muži        | H21 – muži        | Pořadí            | D21 – ženy          | D21 – ženy                | D21 – ženy        | D21 – ženy        |
| ----------------- | ----------------- | ------------------------------------ | ----------------- | ----------------- | ----------------- | ------------------- | ------------------------- | ----------------- | ----------------- |
| Zlatá medaile     | Radek Laciga      | TJ Slovan Zdravotník Praha           | 1:26:40           |                   | Zlatá medaile     | Helena Randáková    | OOS TJ Spartak Vrchlabí   | 1:06:37           |                   |
| Stříbrná medaile  | Jakub Škoda       | Slavia Liberec orienteering          | 1:26:51           | +0:11             | Stříbrná medaile  | Lenka Mechlová      | OK Slavia Hradec Králové  | 1:06:54           | +0:17             |
| Bronzová medaile  | Vojtěch Bartoš    | MLOK Mariánské Lázně                 | 1:27:02           | +0:22             | Bronzová medaile  | Kateřina Neumannová | VSS Přírodověda Praha     | 1:08:20           | +1:43             |
| 4                 | Petr Horvát       | SK Severka Šumperk                   | 1:29:27           | +2:47             | 4                 | Petra Hančová       | OK Lokomotiva Pardubice   | 1:08:35           | +1:58             |
| 5                 | Vojtěch Matuš     | Sportovní klub ve Vrbně pod Pradědem | 1:32:36           | +5:56             | 5                 | Kristýna Kolínová   | Oddíl OB Kotlářka         | 1:08:36           | +1:59             |
| 6                 | Ondřej Hlaváč     | KOS TJ Tesla Brno                    | 1:33:46           | +7:06             | 6                 | Barbora Chudíková   | OK Jihlava                | 1:14:09           | +7:32             |
| 7                 | Daniel Tomanek    | Klub vytrvalostních sportů Šumperk   | 1:35:09           | +8:29             | 7                 | Johanka Šimková     | OK Slavia Hradec Králové  | 1:15:30           | +8:53             |
| 8                 | Jan Mrázek        | Sportcentrum Jičín                   | 1:36:33           | +9:53             | 8                 | Markéta Firešová    | SK Žabovřesky Brno        | 1:16:00           | +9:23             |
| 9                 | Tomáš Rusý        | KOB Dobřichovice                     | 1:36:46           | +10:06            | 9                 | Karolína Teplá      | OK Slavia Hradec Králové  | 1:21:18           | +14:41            |
| 10                | Milan Venhoda     | OK Jihlava                           | 1:38:13           | +11:33            | 10                | Karolína Würzová    | Jizerský klub OB Frýdlant | 1:21:19           | +14:42            |
| Pořadí            | H20 – junioři     | H20 – junioři                        | H20 – junioři     | H20 – junioři     | Pořadí            | D20 – juniorky      | D20 – juniorky            | D20 – juniorky    | D20 – juniorky    |
| Zlatá medaile     | Josef Nagy        | OOB TJ Tatran Jablonec n. N.         | 1:08:33           |                   | Zlatá medaile     | Anežka Hlaváčová    | KOS TJ Tesla Brno         | 1:01:29           |                   |
| Stříbrná medaile  | Jan Hašek         | KOS Slavia Plzeň                     | 1:14:30           | +5:57             | Stříbrná medaile  | Kateřina Černá      | KOS Slavia Plzeň          | 1:02:31           | +1:02             |
| Bronzová medaile  | Vít Štefan        | SK Studenec                          | 1:19:45           | +11:12            | Bronzová medaile  | Tereza Chrástová    | SK Studenec               | 1:04:05           | +2:36             |
| Pořadí            | H17 – dorostenci  | H17 – dorostenci                     | H17 – dorostenci  | H17 – dorostenci  | Pořadí            | D17 – dorostenky    | D17 – dorostenky          | D17 – dorostenky  | D17 – dorostenky  |
| Zlatá medaile     | Radek Peňáz       | Sportovní klub ve Vrbně pod Pradědem | 55:29             |                   | Zlatá medaile     | Adéla Randáková     | OOS TJ Spartak Vrchlabí   | 56:05             |                   |
| Stříbrná medaile  | Vojtěch Peňáz     | Sportovní klub ve Vrbně pod Pradědem | 55:44             | +0:15             | Stříbrná medaile  | Hana Malečková      | USK Praha                 | 59:59             | +3:54             |
| Bronzová medaile  | Matyáš Štregl     | OOS TJ Spartak Vrchlabí              | 56:25             | +0:56             | Bronzová medaile  | Michaela Srbová     | OK Jihlava                | 1:00:22           | +4:17             |

Souhrnné informace naleznete v článku Mistrovství České republiky v lyžařském orientačním běhu na klasické trati.

## Mistrovství ČR na krátké trati
Lyžařský běžecký areál v Harrachově hostil poslední mistrovský závod sezony a s hustou sítí standardních tratí v nadmořské výšce 650-800 m n. m. nabídl orientačně zajímavý závod. Sněhové podmínky byly solidní (cca 20 cm vlhkého sněhu), polojasno a teploty mírně na 0°.
| Datum závodu   | 15. 2. 2020  |  | Místo konání    | Harrachov • aréna |  | Pořadatel       | Slavia Liberec orienteering |
| Ředitel závodu | Přemek Škoda |  | Hlavní rozhodčí | Libor Bednařík    |  | Stavitel tratí  | Petr Mareček                |
| Název mapy     | Pilská cesta |  | Web závodu      |                   |  | Výsledky závodu | ORIS                        |

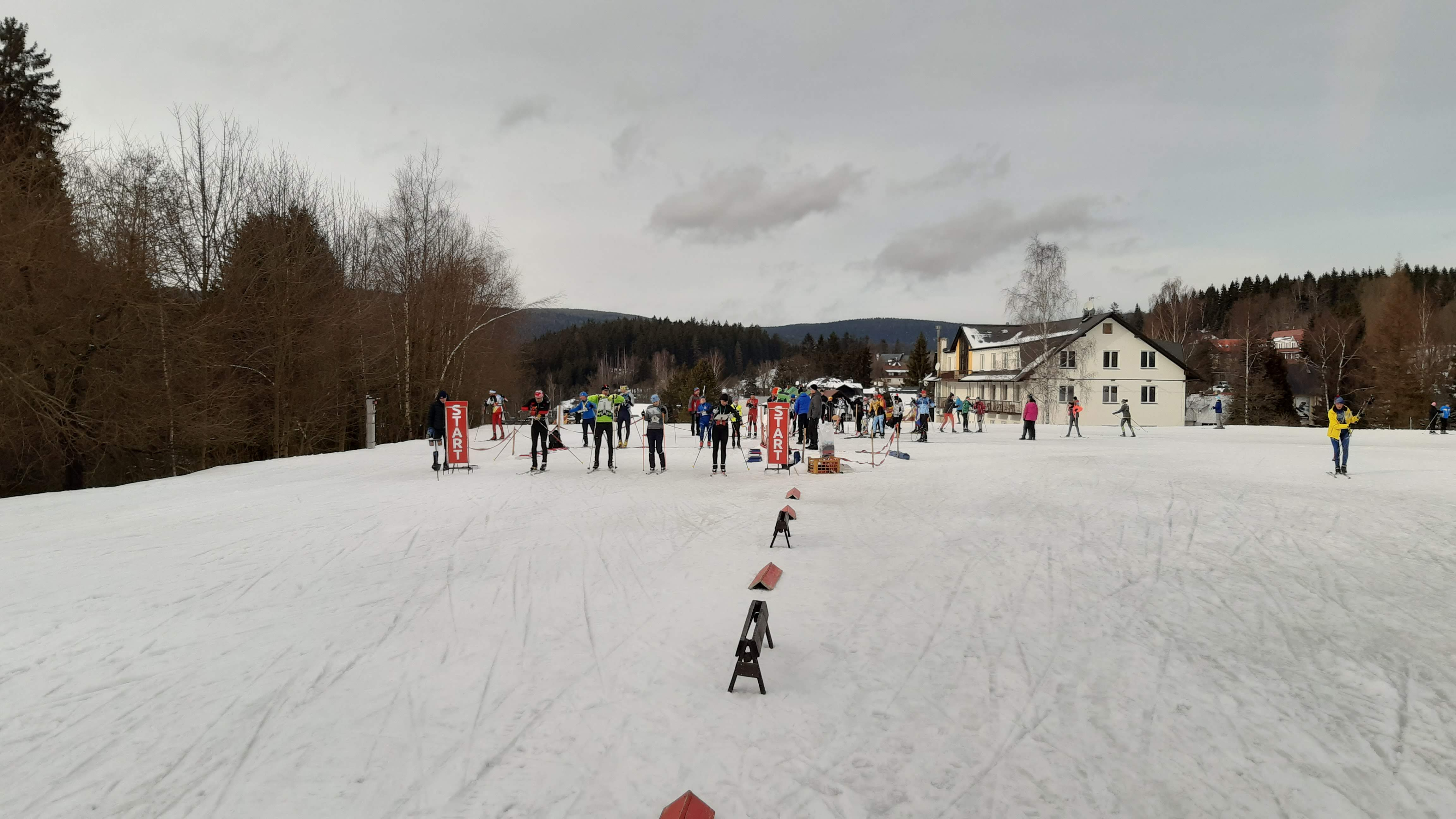
Prostor startu - lyžařský stadion Harrachov
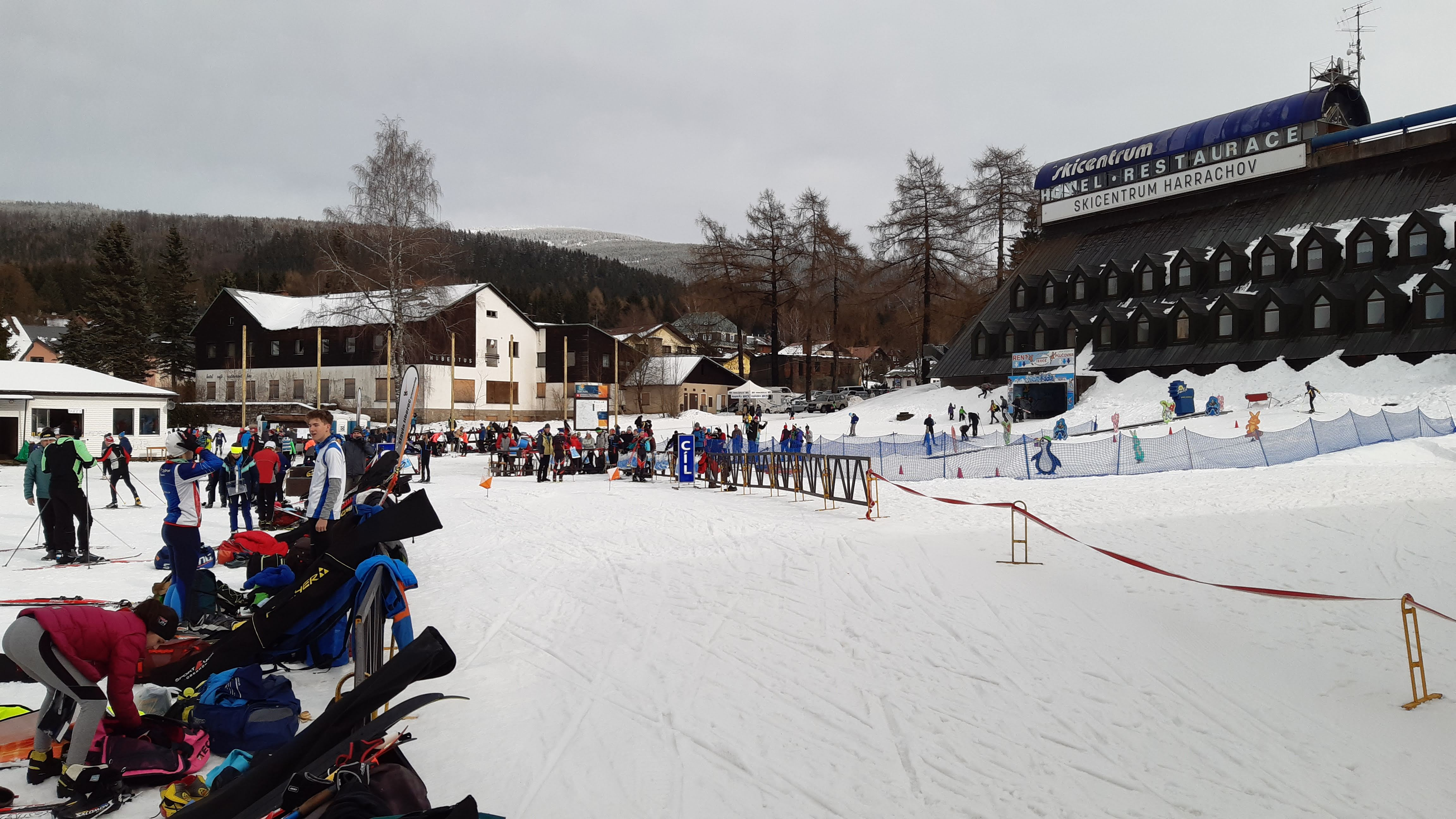
Prostor cíle - lyžařský stadion Harrachov
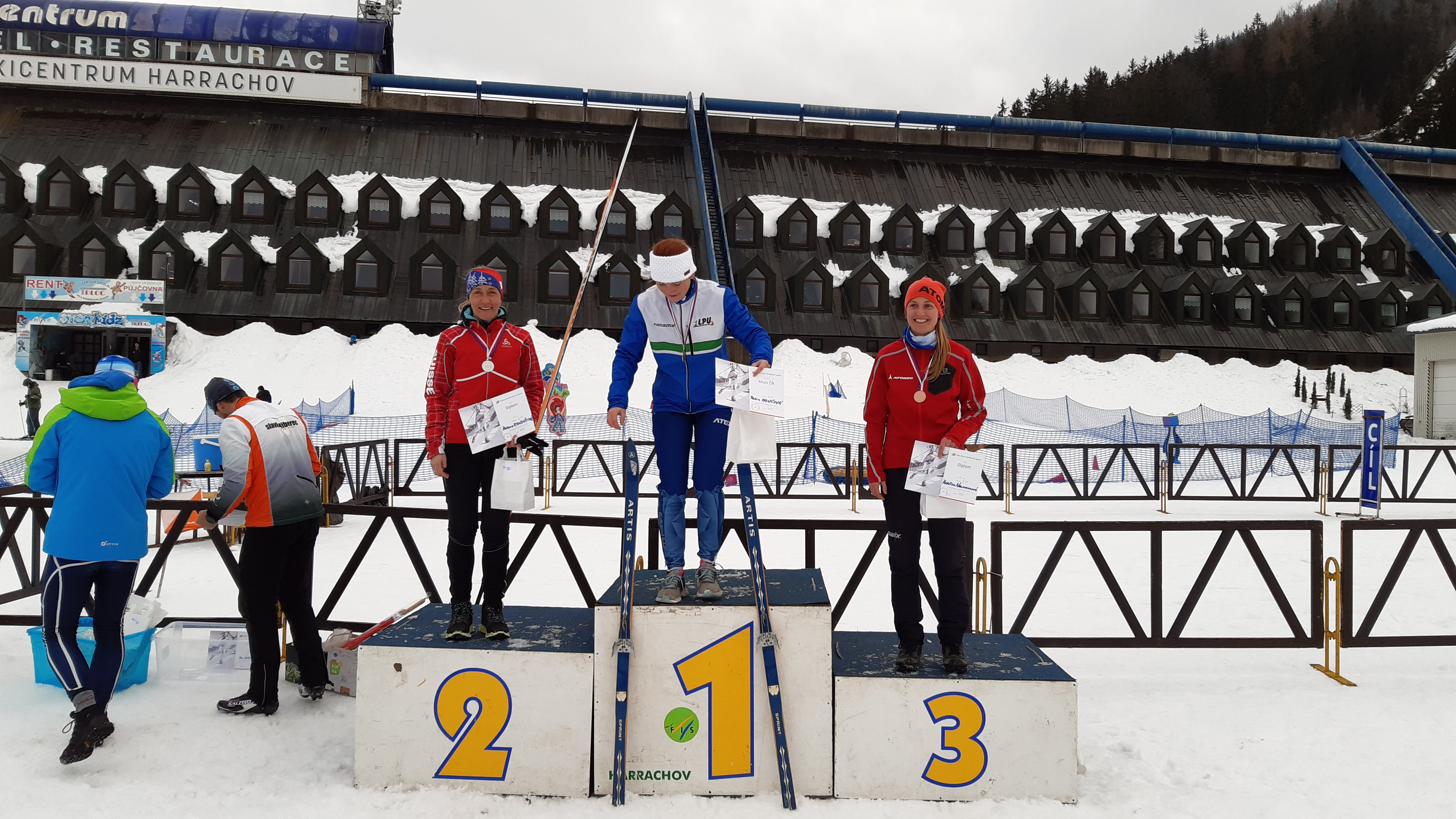
Stupně vítězů hlavní kategorie žen D21
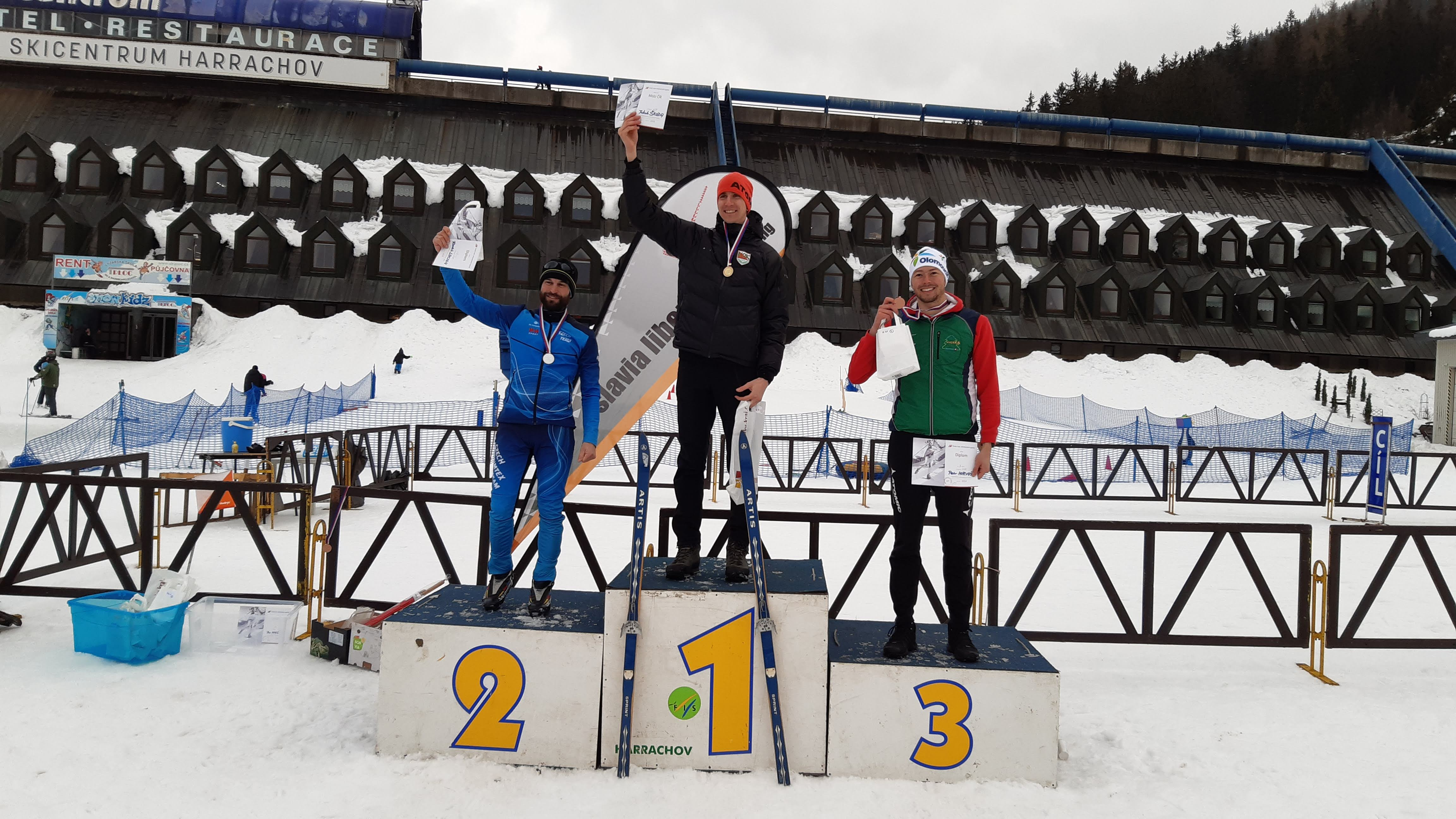
Stupně vítězů hlavní kategorie mužů H21

| Zkrácené výsledky | Zkrácené výsledky | Zkrácené výsledky                    | Zkrácené výsledky | Zkrácené výsledky | Zkrácené výsledky | Zkrácené výsledky   | Zkrácené výsledky           | Zkrácené výsledky | Zkrácené výsledky |
| Pořadí            | H21 – muži        | H21 – muži                           | H21 – muži        | H21 – muži        | Pořadí            | D21 – ženy          | D21 – ženy                  | D21 – ženy        | D21 – ženy        |
| ----------------- | ----------------- | ------------------------------------ | ----------------- | ----------------- | ----------------- | ------------------- | --------------------------- | ----------------- | ----------------- |
| Zlatá medaile     | Jakub Škoda       | Slavia Liberec orienteering          | 35:02             |                   | Zlatá medaile     | Petra Hančová       | OK Lokomotiva Pardubice     | 36:26             |                   |
| Stříbrná medaile  | Radek Laciga      | TJ Slovan Zdravotník Praha           | 35:14             | +0:12             | Stříbrná medaile  | Helena Randáková    | OOS TJ Spartak Vrchlabí     | 36:39             | +0:13             |
| Bronzová medaile  | Petr Horvát       | SK Severka Šumperk                   | 35:21             | +0:19             | Bronzová medaile  | Kateřina Neumannová | VSS Přírodověda Praha       | 37:21             | +0:55             |
| 4                 | Vojtěch Matuš     | Sportovní klub ve Vrbně pod Pradědem | 38:12             | +3:10             | 4                 | Kristýna Kolínová   | Oddíl OB Kotlářka           | 38:54             | +2:28             |
| 5                 | Jan Kolín         | OK Jilemnice                         | 38:44             | +3:42             | 5                 | Markéta Firešová    | SK Žabovřesky Brno          | 41:17             | +4:51             |
| 6                 | Ondřej Vodrážka   | KOS Slavia Plzeň                     | 39:12             | +4:10             | 6                 | Karolína Teplá      | OK Slavia Hradec Králové    | 43:00             | +6:34             |
| 7                 | Vítek Pospíšil    | TJ Slovan Zdravotník Praha           | 39:25             | +4:23             | 7                 | Alena Voborníková   | SK OB Chotěboř              | 45:34             | +9:08             |
| 8                 | Michal Drobník    | Sportcentrum Jičín                   | 39:28             | +4:26             | 8                 | Simona Karochová    | Oddíl OB Kotlářka           | 47:18             | +10:52            |
| 9                 | Jan Mrázek        | Sportcentrum Jičín                   | 39:50             | +4:48             | 9                 | Daniela Tomešová    | Sportcentrum Jičín          | 47:31             | +11:05            |
| 10                | Tomáš Rusý        | KOB Dobřichovice                     | 40:45             | +5:43             | 10                | Barbora Baldrianová | Oddíl OB Kotlářka           | 47:39             | +11:13            |
| Pořadí            | H20 – junioři     | H20 – junioři                        | H20 – junioři     | H20 – junioři     | Pořadí            | D20 – juniorky      | D20 – juniorky              | D20 – juniorky    | D20 – juniorky    |
| Zlatá medaile     | Josef Nagy        | OOB TJ Tatran Jablonec n. N.         | 39:31             |                   | Zlatá medaile     | Anežka Hlaváčová    | KOS TJ Tesla Brno           | 40:49             |                   |
| Stříbrná medaile  | Vít Štefan        | SK Studenec                          | 42:45             | +3:14             | Stříbrná medaile  | Kateřina Černá      | KOS Slavia Plzeň            | 44:29             | +3:40             |
| Bronzová medaile  | Jan Hašek         | KOS Slavia Plzeň                     | 43:13             | +3:42             | Bronzová medaile  | Tereza Chrástová    | SK Studenec                 | 44:34             | +3:45             |
| Pořadí            | H17 – dorostenci  | H17 – dorostenci                     | H17 – dorostenci  | H17 – dorostenci  | Pořadí            | D17 – dorostenky    | D17 – dorostenky            | D17 – dorostenky  | D17 – dorostenky  |
| Zlatá medaile     | Matyáš Štregl     | OOS TJ Spartak Vrchlabí              | 31:03             |                   | Zlatá medaile     | Adéla Randáková     | OOS TJ Spartak Vrchlabí     | 33:46             |                   |
| Stříbrná medaile  | Radek Peňáz       | Sportovní klub ve Vrbně pod Pradědem | 31:43             | +0:40             | Stříbrná medaile  | Tereza Pecková      | Slavia Liberec orienteering | 34:08             | +0:22             |
| Bronzová medaile  | Dominik Průša     | USK Praha                            | 32:37             | +1:34             | Bronzová medaile  | Hana Malečková      | USK Praha                   | 35:25             | +1:39             |

Souhrnné informace naleznete v článku Mistrovství České republiky v lyžařském orientačním běhu na krátké trati.